# Тшува
Тшува (івр . תשובה - повернення) – термін в юдаїзмі, який означає каяття, спокутування гріхів.
В  більш загальному сенсі, в юдаїзмі сходження душі в цей світ - це своєрідне вигнання, відхід від Творця, життя людини в матеріальному світі є рухом у напрямку "від" Нього, тому тшува розглядається як повернення, духовний "розворот" у напрямку до Всевишнього. У Талмуді в трактаті «Юма» «тшува» – це «повернення до Творця світу». 
Каянника, а також того, хто повертається до релігійного способу життя називають «баал-тшува».

## Час та умови
Традиційним місяцем, коли треба робити тшуву, є останній місяць року елул, час підготування до Днів Трепету - Рош-Га-Шана і Йом - Кіпуру, але також покаяння можливе і у будь-який інший час.
Тшува дає змогу отримати прощення у Всевишнього, а також через вибачення та відшкодування - у інших людей. Гріх по відношенню до іншої людини спокутується  за умови що ця людина пробачила кривдника і примирилася із ним.
Неправедні вчинки поділяються на три категорії:
1. Зловмисні, тобто людина розуміє, що чинить неправильно, але робить це.
2. Помилкові, або ненавмисні.
3. Вчинені не з власної волі, коли людину змушують обставини.

Єврейські мудреці пояснюють, що у двох перших випадках необхідно зробити тшуву, тобто покаятись.
Для тшуви необхідні такі умови:
- Відсторонитися від вчинення гріха;
- Сповідатися вголос перед Творцем;
- Покаятися в серці;
- Взяти зобов'язання більше не впадати в цей гріх.

Важливим є те, що в юдаїзмі каяття і роздуми над неправедним вчинком  не мають забирати в людини забагато сил і часу, бо те, що сталося, вже знаходиться в минулому, головне - це витривати у своїй постанові більше не робити такого ж гріха.

## Приклади
Одним з прикладів щирого каяття у Святому Письмі є покаяння царя Ахава після пророцтва Іллі-тішбія (Перша книга Царів, 21)
|  | Коли Ахав почув ті слова, сталося так, що він роздер свій одяг й одягнувся в веретище, – постив, спав у веретищі і ходив пригніченим…Тоді було Господнє слово до тішбійця Іллі такого змісту: Ти бачиш, як упокорився Ахав щодо Мене? Оскільки він дійсно упокорився переді Мною, Я не спроваджу лиха за його життя, але наведу всі ті нещастя на його нащадків, – за життя його сина |

Тобто щире каяття Ахава відвернуло гнів Творця, але наслідки гріха залишились.

## Також
Тшува – одне з 19 брахот (благословень) у молитві Аміда.
Аналогом тшуви в інших авраамічних релігіях є таїнство Покаяння  у християнстві та Тауба (توبة) в ісламі.